# Bass reflex

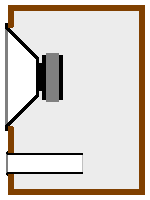
Esempio di diffusore acustico con condotto reflex (in basso).

Il bass reflex (propr. «riflettore dei [suoni] bassi») è una particolare tecnica di realizzazione di diffusore acustico, accordato per uno o più altoparlanti per basse frequenze. La tecnica consiste in un box in legno o altro materiale (p.e. plastica, alluminio, ecc.) del volume e dimensioni adatte, sulla quale superficie (anteriore, posteriore o alla base) viene realizzata un'apertura detta «condotto reflex», funzionante come un risuonatore di Helmholtz in bassa frequenza (tra 20 e 200 Hz circa), che permette di utilizzare anche la parte posteriore dell'onda sonora generata dall'altoparlante, così da enfatizzare alcune basse frequenze dello spettro acustico, equalizzando la risposta in frequenza del diffusore stesso.

## Funzionamento
Il cono dei woofer in aria libera genera due onde, una anteriore ed una posteriore che risultano in controfase. Siccome due onde in controfase si annullano a causa dell'interferenza distruttiva, è necessario chiudere il woofer in una cassa chiusa per evitare che l'onda generata posteriormente cancelli l'onda generata anteriormente. Ma, mentre le casse chiuse dissipano l'onda posteriore all'interno del mobile, la cassa bass reflex sfrutta l'onda posteriore per rinforzare quella anteriore, tramite interferenza costruttiva. Il rifasamento dell'onda emessa posteriormente dal cono del woofer viene effettuato dal tubo reflex. La frequenza di funzionamento del bass reflex dipende dal diametro e dalla lunghezza del condotto.
Tra i primi a formalizzare le regole guida per la progettazione di sistemi aperti, va menzionato l'australiano Thiele, già noto per aver divulgato assieme a Small, un efficace modello matematico per l'altoparlante montato in sistemi a radiazione diretta. Tale ruolo fondamentale è oggi accreditato dall'universale denominazione dei parametri identificativi degli altoparlanti dinamici, noti come i parametri di Thiele & Small, che vengono spesso utilizzati per trovare (tramite calcoli) gli eventuali parametri di costituzione della cassa e in qualche modo anche del condotto reflex.

## Caratteristiche
Secondo la configurazione fisica utilizzata nella progettazione dell'insieme cassa/reflex, è possibile stabilire la curva di risposta del diffusore stesso, ovvero il range di frequenze riproducibili in modo lineare, partendo dalla gamma bassa. Tuttavia, le basse frequenze tra 25 e 40 Hz, rappresentano spesso un limite della gamma riproducibile nelle abitazioni comuni; le frequenze subsoniche inferiori a 25 Hz possono essere suonate solo dal organo liturgico a canne molto lunghe e dal ottobasso, oppure prodotte dagli effetti speciali cinematografici o da alcune moderne musiche elettroniche.
L'effettiva possibilità di "scendere" tanto in basso, nella riproduzione del suono, per un diffusore reflex, dipende da vari fattori tra cui le dimensioni della cassa e del woofer, la sua frequenza di risonanza naturale (in campo aperto), ma anche da altri aspetti, quali la rigidità delle sue sospensioni, la potenza del gruppo magnetico, ecc. 
La lunghezza del tubo reflex e la sua area di sezione, determinano la frequenza di risonanza desiderata: maggiore è la lunghezza del tubo e minore è l'apertura, più bassa sarà la frequenza di accordatura. In genere le casse bass reflex sono il doppio di volume interno rispetto a una cassa chiusa o comunque hanno sempre un litraggio interno maggiore, ma sono spesso utilizzate per ridurre i volumi, mantenendo le basse in evidenza.

## Posizione del Bass reflex
La posizione del reflex può essere varia a seconda dell'effetto desiderato, se posizionato anteriormente come l'altoparlante rende la sua gestione molto più semplice (da parte dell'utilizzatore finale) in quanto le due fonti (altoparlante e condotto reflex) sono entrambe dirette nella stessa direzione andando a sommarsi tra loro per aumentare la resa sonora; inoltre, difficilmente possono insorgere problemi che variano il comportamento del suono rispetto al progetto. 
Qualora il tubo bass reflex sia posizionato posteriormente, e quindi sul lato opposto rispetto all'altoparlante, si sfrutta il disaccoppiamento del suono che permette di trattare differentemente le due fonti sonore (altoparlante e bass reflex); generalmente, questo viene sfruttato per avere solo la fonte dell'altoparlante, come fonte sonora, ed usare il bass reflex per migliorarne le caratteristiche dinamiche. Ma per ottenere ciò, servirà trattare adeguatamente l'emissione sonora data dal reflex e che andrà a proiettare l'onda acustica contro le pareti o i mobili vicini, generando elevati aumenti e possibili risonanze indesiderate, fino a produrre eventuali distorsioni nel suono, nel caso non riescano a smorzare adeguatamente questa fonte.

## Vantaggi
Il sistema di cassa acustica bass reflex, se ben progettato, permette di ottenere più volume e pressione sonora e alla stessa potenza dimezzare l’escursione rispetto a una cassa chiusa. Ancor più importante può risultare il fatto che, nell'intorno della frequenza di risonanza, l'elevata impedenza meccanica del risuonatore ha l'effetto di frenare sensibilmente il cono dell'altoparlante. Ciò consente di ridurne molto l'escursione e di aumentare la potenza applicabile pur mantenendo il funzionamento entro i limiti meccanici, solitamente pari ad alcuni millimetri. L'efficacia di questo controllo dell'escursione dipende dallo smorzamento del sistema alla risonanza, legato agli attriti che l'aria incontra nel condotto e nel mobile.

## Svantaggi
Normalmente il raccordo reflex, non essendo smorzato, peggiora la risposta nel dominio del tempo per le frequenze in cui esso agisce. Se la progettazione non è realizzata ad arte, le frequenze provenienti dal raccordo del reflex rischiano di non essere perfettamente "allineate" (in fase) con quelle emesse dalla parte anteriore del diffusore, comportando risonanze, rimbombi, perdita della limpidezza sonora, effetto "scatolare" con degenerazioni talvolta anche fastidiose.
Considerando che in un diffusore bass reflex il cono dell'altoparlante non è smorzato, non va sottovalutato il rischio, in caso di cattiva progettazione, che l'aumento (esponenziale) dell'escursione del cono vibrante possa causare la rottura dell'altoparlante. Grazie ad un completo modello matematico del sistema altoparlante+mobile+condotto è possibile una simulazione del risultato acustico ed una progettazione ottimizzata.
In ogni caso occorre considerare che, al di sotto della frequenza di accordo, il condotto perde la caratteristica di rifasamento del suono emesso posteriormente. Ne risulta un cortocircuito acustico che determina un comportamento passa-alto con pendenza doppia rispetto ai mobili chiusi, nonostante il rapido incremento dell'escursione limitata dalla sola cedevolezza meccanica dell'altoparlante. La presenza di componenti spettrali di energia significativa all'estremo inferiore della banda audio, se non opportunamente controllate, può quindi produrre elevata distorsione, fino a mettere in pericolo l'integrità meccanica dell'altoparlante.
Ulteriore attenzione è richiesta nel dimensionamento del condotto. Nell'intorno della frequenza di risonanza una elevata quantità d'aria oscilla nel condotto, con velocità di picco inversamente proporzionali alla sezione. Sezioni sovradimensionate del condotto produrranno perdite di potenza e pressione sonora, in genere si usano condotti standard date dal diametro del woofer Sezioni sottodimensionate produrranno quindi rumorosità per turbolenza del moto dell'aria. Perciò il condotto dovrà essere di diametro e lunghezza precisa.

## Variante Irrotax
Si tratta in un condotto bass reflex, ma con il condotto viene suddiviso in tanti piccoli condotti paralleli tra loro, venne progettato e brevettato negli anni '70 dalla Coral electronic, che permette di limitare l'escursione del cono al di sotto della frequenza d'accordo, migliorandone il comportamento, mentre alla frequenza d'accordo aumenta l'escursione e la potenza sonora, questo è dato dalla maggiore resistenza del condotto data dalla sua struttura, che permette di evitare la distorsione e rumore del condotto.

## Applicazioni
Oggi, praticamente tutti i diffusori acustici commerciali sono reflex, ma si tratta nella maggior parte dei casi di un reflex standard, senza particolare accuratezza progettuale, che però consente, a prezzi contenuti, di estendere in basso la risposta in frequenza di sistemi spesso sottodimensionati, di ridurre localmente la distorsione e di potenziare l'emissione in una zona di frequenze, con particolare impatto fisico, secondo canoni abituali nella produzione musicale popolare contemporanea.
In generale si può sostenere che solo in sistemi specializzati, per uso hi-fi o professionale, la qualità degli altoparlanti adottati ed il rigore del progetto si riflettono in bass-reflex con vantaggi ampiamente superiori ai limiti.
Nei prodotti più commerciali è frequente trovare grossolani difetti, talvolta sfruttati per ottenere vantaggi psicoacustici presso il pubblico privo di riferimenti qualitativi superiori.